# مپاودر
مپاودر (به انگلیسی: Mappowder) یک روستا و محله مدنی در بریتانیا است که در North Dorset واقع شده‌است. مپاودر ۱۶۶ نفر جمعیت دارد.